# Marc Adriani
Marc Adriani (17 januari 1973) is een Nederlands hoofdredacteur bij BNR Nieuwsradio. Hij is vooral bekend als voormalig radio-dj op NPO Radio 2.

## Loopbaan
Adriani studeerde aan de School voor Journalistiek waar hij vooral geïnteresseerd was in het medium radio. Eerder volgde hij een opleiding bij Club Veronica. Toen was hij al werkzaam bij verschillende lokale omroepen in het oosten van het land, waaronder Radio Almelo en Twickelstad FM. Hij liep stage bij Radio Oost en Veronica Nieuwsradio, om daarna aan de slag te gaan als freelancer bij de TROS. Bij Radio M Utrecht was hij in de periode daarna drie jaar lang presentator in de ochtend.
In 2001 kwam Adriani in dienst bij de jongerenomroep BNN. Daar werd hij programmacoördinator radio en later adjunct-directeur. Voor deze omroep presenteerde hij De Weekendshow (voorheen en later weer Het Platenpaleis) op Radio 2. Tijdens de Radio 2 Top 2000 van 2009, 2010, 2011 en 2014 was hij een van de presentatoren. 
Eind 2011 vertrok Adriani bij BNN, om algemeen directeur te worden van platenmaatschappij EMI Group. In de zomer van 2012 keerde hij terug naar BNN als algemeen directeur. 
Vanaf 1 juli 2018 tot 1 november 2021 was Adriani radio-directeur bij Talpa Network. 
Op 7 oktober 2022 maakte de FD Mediagroep bekend dat hij per 1 november 2022 de hoofdredacteur van BNR Nieuwsradio werd. Daar richtte hij de muziekzender BNR Business Beats op en introduceerde de jaarlijst Nieuws Top 150. Dat is een actualiteitenvariant op andere jaarlijsten zoals de Top 2000 en de Top 1000 Allertijden.
Huidige: · Annemieke Schollaardt · Bart Arens · Carolien Borgers · Evelien de Bruijn · Corné Klijn · Daniël Lippens · Desiree van der Heiden · Dolf Jansen · Eddy Keur · Emmely de Wilt · Evert Duipmans · Jan-Willem Roodbeen · Jeroen Kijk in de Vegte · Jeroen van Inkel · Leo Blokhuis · Martine ten Klooster · Morad El Ouakili · Paul Rabbering · Ruud de Wild · Shay Kreuger ·Tannaz Hajeby · Thomas Hekker · Willemijn Veenhoven
Voormalige: Alfred van de Wege · Andrew Makkinga · Bert Haandrikman · Bert Kranenbarg · Cees van Zijtveld · Cielke Sijben · Daniël Dekker · Edwin Diergaarde · Felix Meurders · Ferry Maat · Frank du Mosch · Frits Sissing · Frits Spits · Gerard Ekdom · Giel Beelen · Gijs Staverman · Hans Schiffers · Henk van Steeg · Jan Paul Grootentraast · Jasper de Vries · Jeanne Kooijmans · Jeroen Mulder · Jetske van Staa · Jurgen van den Berg · Karel van Cooten · Kasper Kooij · Kimberley Dekker · Malou Holshuijsen · Marc Adriani · Marisa Heutink · Mart Smeets · Miranda van Holland · One'sy Muller · Peter Schuiten · Peter van Bruggen · Rick van Velthuysen · Rob Stenders · Roeland van Zeijst · Ron Stoeltie · Rutger Radstaake · Ruud Hermans · Sander de Heer · Sander Guis · Sara Kroos · Simone Walraven · Ted de Braak · Thijs Maalderink · Thomas van Vliet · Timur Perlin · Toine van Peperstraten · Tom Mulder · Will Luikinga · Yora Rienstra· Wouter van der Goes· Frank van 't Hof · Stefan Stasse  ·